# 데어라 토러스
데어라 그레이스 토러스(Dara Grace Torres, 1967년 4월 15일 ~ )는 미국의 수영 선수이자, 12개의 올림픽 메달을 획득하였다. 그녀는 5개의 올림픽(1984, 1988, 1992, 2000, 2008)에 참가한 첫 미국 수영 선수였으며, 41세의 나이로 미국 올림픽 팀에 나간 연장자 수영 선수이기도 하다. 2008년 베이징 올림픽에서 50m 자유형, 400m 혼계영, 400m 자유형 계주에서 모두 은메달을 획득하였다.
2007년 8월 1일 40세의 나이로 인디애나폴리스에서 열린 미국 국립 대회에서 100m 자유형 종목을 우승하였다. 8월 4일에는 50m 자유형에서 자신의 미국 기록을 깼다.

## 어린 시절과 교육
캘리포니아주 비벌리힐스에서 태어난 토러스는 7세의 나이로 지방 YMCA에 수영을 연습하러 자신의 형제들을 따라다녔으며 컬버 시티 수영 팀에 가입하였다.
웨스트레이크 여자 학교(현재의 하버드웨스트레이크 학교)에서 수학하면서 학교 수영 팀을 위해 뛰었으며, 캘리포니아 학교 간 연맹 기록들을 세웠다. 1980년대에 10대로서 그녀는 후에 미션 비에조에서 베이징 올림픽 수영 코치가 된 마크 슈버트 아래 미션 비에조 나다도레스를 위해 활약하였다.
토러스는 플로리다 대학교에 입학하는 데 선수 장학금을 받고, 1985년부터 1989년까지 랜디 리즈 코치 아래에서 플로리다 케이터즈 수영 팀과 NCAA 선수권 대회의 다이빙 팀에서 활약하였다. 게이터 수영 선수로서 4년 동안에 그녀는 1986년의 400m 자유형 계주, 1988년의 50m 자유형, 100m 자유형, 100m 접영, 200m 혼계영, 400m 혼계영과 400m 자유형 계주, 1989년의 200m 혼계영과 400m 혼계영을 포함한 9개의 SEC 선수권 대회와 9개의 NCAA 선수권 대회의 타이틀을 우승하였다. 플로리다주에서 "올해의 SEC 선수"(1988)로 선정되었다.
1990년 통신공학 학사 학위를 받고 졸업하였으며, 1999년 "게이터의 위대한 선수"로서 플로리다 대학교 선수 명예의 전당에 헌액되었다.

## 올림픽 경력

### 1984년 하계 올림픽
1984년 로스앤젤레스 올림픽에 17세의 나이로 참가한 토러스는 400m 자유형 계주에서 금메달을 획득한 미국 팀의 일원이었다. 그녀의 팀 돌료들로는 낸시 호그셰드, 제나 존슨, 캐리 스타인사이퍼였으며, 질 스터켈과 메리 웨이트도 두 번째 라운드 예선에서 뛰었다.

### 1988년 하계 올림픽
1988년 서울 올림픽을 위하여 토러스는 미국 여자 수영팀을 위해 1개의 개인 종복과 2개의 계영 종목들에 합격하였다. 그녀는 메리 웨이트, 로라 워커, 미치 크레머와 함께 400m 자유형 계주에서 동메달을 따고, 400m 혼계영에서 은메달을 땄다. 100m 자유형 종목에서는 7위에 그쳤다.

### 1992년 하계 올림픽
토러스는 1992년 바르셀로나 올림픽에 출전하여 니콜 헤이즐렛, 앤젤 마티노, 제니 톰슨을 포함한 400m 자유형 계주 팀에서 2번째 주자로 뛰었으며 결승전과 첫 라운드 예선에서 뛰어난 실력을 보임으로써 금메달을 획득하였다. 애쉴리 태핀과 크리스 아맨도 예선전에서 팀을 위하여 뛰었다.

### 2000년 하계 올림픽
2000년 시드니 올림픽에서 토러스는 5개의 메달을 획득하였으나, 이전과 마찬가지로 2개의 계영 종목을 우승하였다. 에이미 반 다이켄, 커트니 쉴리와 제니 톰슨이 속하였던 400m 계주에서 다시 2번째 주자로 뛰었으며, 애쉴리 태핀과 에린 피닉스도 예선에서 뛰었다. 또한 반 다이켄, 태핀, 쉴리, 스태샤나 스티츠가 예선에서 뛰고, 톰슨, B.J. 베드포드, 메간 쿠안이 결승전에 뛰었던 400m 혼계영에서도 2번째 금메달을 땄다.
토러스는 또한 50m, 100m 자유형, 100m 접영에서 3개의 동메달을 따기도 하였다. 33세의 나이로 토러스는 미국 수영 팀 선수들 중에 연장자였으나 다른 동료들보다 더 많은 메달을 따냈다.

### 2008년 하계 올림픽
41세의 나이로 토러스는 5번째 올림픽 출전을 하게 되는 데 올림픽 역사상 40세 이상의 나이로 출전한 첫 여성 선수이다.
2008년 7월 5일 50m 자유형에 출전하는 데 합격한 토러스는 준결승전에서 24.38초와 함께 미국 기록을 깼다. 7월 6일 24.25초를 세우면서 9번째 기록을 깨고 그 종목에서 정상 미국 여성의 순위를 차지한다. 7월 30일 싱가포르에서 미국 수영 팀의 마지막 훈련에서 토러스는 어맨다 비어드와 내털리 코글린과 함께 미국 올림픽 여자 수영 팀의 주장으로 뽑혔다.
베이징 올림픽에서 토러스는 400m 자유형 계주의 최종주자로 뛰면서 은메달을 땄다. 이것은 그녀가 그 올림픽 종목의 5개 시도에서 5번째 메달을 따는 기록이 되었다.
8월 17일에는 50m 자유형에서 은메달을 따는 데 미국 신기록 24.07초를 세우면서 브리타 슈테펜에게 0.01초 차이로 들어왔다. 35분 후에 그녀는 400m 혼계영에서 또다른 은메달을 땄다. 400m 혼계영에서 토러스의 전속력(52.27초)은 계영 역사상 제일 빠른 100m 자유형 속력이었다. 개인적 100m 자유형에서 세운 미국 기록 53.39초는 토러스의 시간을 두 번째로 빠르게 만들었다.

### 2009년 국립 선수권 대회와 세계 선수권 대회
미국 국립 선수권 대회에서 토러스는 2009년 로마에서 열리는 세계 선수권 대회에 50m 자유형과 50m 접영에 출전하게 되었다. 이것은 1986년 이래 토러스가 세계 선수권 대회 출전하는 데 처음이었다. 자유형에서 8위에 머물고, 접영에서는 예선에서 탈락하였다.

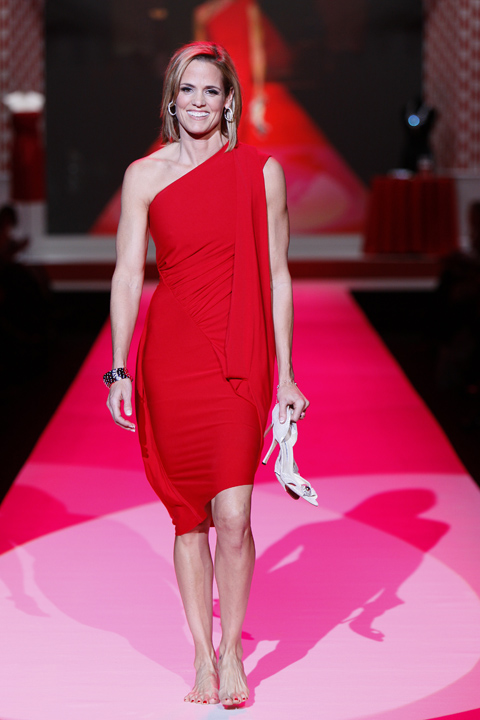
2010년 하트 트루스 패션쇼에 나온 토러스

## 그밖의 활동
토러스는 NBC, ESPN, TNT, OLN 같은 방송국과 폭스 뉴스 채널에서 리포터와 아나운서에서 일하였다. 그녀는 현재 리조트 스포츠 네트워크에서 골프 쇼 "The Clubhouse"의 진행을 맡고 있다. 또한 임시 모델이기도 한 그녀는 1994년 수영복 발행을 위한 스포츠 일러스트레이티드에 나오기도 하였다.
그녀는 또한 영감적 회고록 "나이는 그냥 숫자이다(Age is Just a Number)"(2009년 4월에 발간)의 저자이며, 다른 저서 "금메달 건강(Gold Medal Fitness)"는 2010년 5월에 발간되었다.
2005년 국제 유대인 스포츠 명예의 전당에 입성되었다.

## 같이 보기
- 올림픽 다관왕 목록
- 올림픽 수영 여자 메달리스트 목록
- 수영 자유형 50m 세계 기록 추이
- 수영 계영 400m 세계 기록 추이
- 수영 혼계영 400m 세계 기록 추이